# Ром, Мария
Мария Ром (нем. Maria Rohm; 13 августа 1945, Вена, Австрия — 18 июня 2018, Торонто, Канада) — австрийская актриса.

## Биография
Настоящее имя — Хельга Грохманн (нем. Helga Grohmann). Первый актерский опыт Мария получила в венском придворном Бургтеатре, где она выступала в возрасте от 4 до 13 лет. Там она выступала в шекспировской «Сон в летнюю ночь», автобиографии Толстого «И свет во тьме светит», в «Фермер, как миллионер» Фердинанда Раймунда и других.
Мария Ром работала со многими крупными немецкими актерами, такими как Аттила Хьорбига, Паула Вессели, Курд Юргенс, Аннемари Дюринже, Генрих Швайгер, Джудит Холцмайста и многими другими. Получила известность, появляясь во многих эксплуатационных фильмах режиссера Хесуса Франко в конце 1960-х годов. В 1964 году вышла замуж за кинопродюсера Гарри Алана Таверса и находилась с ним в браке до его смерти в 2009 году. Она оставила актерскую карьеру в 1976 году и позже в основном выступала как продюсер фильмов.